# Сърби в Турция
Сърбите са етническа група в Турция. Според оценки на Joshua Project техния брой е около 9600 души, като 80 % от тях са християни. При преброяването в Турция през 1965 г. 6569 души заявяват, че техният роден език е сръбски, а за 58 802 души се използва като втори език, като общо над 65 000 души владеят сръбски.